# DOWN TOWN
Down Town（日語：ダウンタウン）是日本搞笑雙人組，由濱田雅功與松本人志組成，所屬經紀公司為吉本興業。Down Town為日本搞笑界第三世代的代表性團體之一，除綜藝節目外，在戲劇、電影、音樂、著作等領域也有多方面發展。

## 成員
- 濱田雅功 - 擔任吐槽的角色，站的位置是右邊。
- 松本人志 - 擔任裝傻的角色，站的位置是左邊，是漫才劇本的創作者。

## 經歷
1982年4月濱田邀請國小就認識的松本一起加入吉本的藝人養成所『吉本綜合藝能學院』（NSC），成為大阪NSC的第一期學員，同期的學員還有にはトミーズ、ハイヒール、内場勝則、浜根隆、前田政二等人，根據濱田的說法，DOWN TOWN是同期最晚出道的。
1982年7月以『松本・浜田』的名義參加第三屆的『今宮子供えびす新人漫才大賽』奪得大賞，8月1日~5日在劇場『なんば花月』踏上初次的舞台。同時期，也以『ひとし・まさし』的名義參加富士電視台的綜藝節目『笑ってる場合ですよ!』中的『お笑い君こそスターだ!』單元，並獲得冠軍。此後團體的名稱也歷經『青空てるお・はるお』和『ライト兄弟』。
1983年5月松本在咖啡店隨意翻到雜誌時，瞥見『ダウンタウン』的文字，從此團體的名稱便改成『ダウンタウン』。
1985年10月在關西的深夜節目『今夜はねむれナイト』中開始短劇單元『ダウンタウン劇場』，開始逐漸累積人氣，且隨著隔年1986年5月開始的『心斎橋筋2丁目劇場』，兩人逐漸獲得關西年輕人的支持。
1987年4月每日放送所製播的關西地方節目『4時ですよーだ』成為DOWN TOWN第一個看板節目，因此大受歡迎，由於此節目於下午四點播放，受歡迎的程度到「下午大阪的街頭空無一人，因為大家都跑去看『4時ですよーだ』」，可見DOWN TOWN在關西獲得偶像般的超高人氣。
1988年10月『小內小南』等同世代的藝人在關東地方的深夜短劇節目『夢で逢えたら』共演，1989年4月成為『笑っていいとも!』的固定班底，開始正式進出東京。同年十月隨著『夢で逢えたら』在全國播放，現在仍持續播放中的『ダウンタウンのガキの使いやあらへんで!!』的開播，及1991年開始的於黃金時段播出的短劇節目『ダウンタウンのごっつええ感じ』，DOWN TOWN開始取得全國性的人氣。
1993年『ダウンタウンDX』開播，1994年『HEY!HEY!HEY!MUSIC CHAMP』開播，也都是繼『ダウンタウンのガキの使いやあらへんで!!』之後的長壽節目。

## 漫才師的評價
在漫才盛行的當時，一般的表演方式是裝傻者和吐嘈者以快速的語氣不間斷的對話，但松本和濱田的漫才間卻有巧妙的停頓，且帶有超現實的表演方式異於當時。指出兩人對話的節奏較慢的島田紳助曾經問過松本，松本表示雖然自己還在探索中，但已經相當程度地掌握了訣竅。之後受到DOWN TOWN嶄新漫才方式衝擊的島田紳助，覺得自己過去至今表演的漫才已經無法跟上潮流，因此決定從漫才引退。在『紳助・竜介』 的解散記者會上，島田說到解散的理由，「在梅田劇場不管是『巨人・阪神』還是『サブロー・シロー』，當我們看到DOWN TOWN的表演，完全明白了自己是贏不了他們，因此相當的懊悔。」
隨著搞笑藝人不斷的增加，風格顯明簡單的DOWN TOWN，成為眾人模仿的對象。島田紳助與DOWN TOWN的對談中曾指出：「隨著DOWN TOWN確立下的表演方式，許多藝人也紛紛模仿相同的表演方式」。DOWN TOWN同期的友人トミーズ雅也指出：「大家都在模仿松本看似隨便及無理頭的講話方式，但只是模仿表面是不夠的。松本其實是有投出150公里快速球的投手，只是故意投出100公里的球；其他人頂多可以投出110公里，而投出100公里的球。」
東野幸治也在節目『アメトーーク!』說到許多年輕藝人都受到DOWN TOWN的影響，特別是模仿松本的撲克牌臉(面無表情)的表演方式，因此常被批評成『DOWN TOWN病』。當時在場的山崎弘也也說現在與自己剛出道的表演風格完全不同，「因為當時覺得如果不像松本那樣面無表情、裝酷般的裝傻就不會紅。」
DOWN TOWN真正的漫才表演雖然在影片『ダウンタウンの流』之後就沒有過，但仍以『漫才師』自稱。在『ダウンタウンのガキの使いやあらへんで!!』free talk中曾表示狀況好的時候，free talk並不輸漫才。目前DOWN TOWN真正的漫才表演只有在過去錄影帶DVD化才可能可見，但松本曾說過如果兩個人某一天要解散時，最後將在難波的花月劇場進行告別的漫才表演。
在2010年第十屆的M-1大賽以評審出場的松本，其介紹詞為「漫才的歷史以他(DOWN TOWN)為分界而分割了兩個時代」、「得到所有藝人尊敬的搞笑界傳說人物」。

## 軼事

### 出道前
- 松本在認識濱田之前，有感情好到讓人懷疑是gay程度的朋友伊東，兩人當時常一起表演漫才，故伊東才是松本原來的搭檔。但上國中後松本與濱田逐漸熟識後，三個人在一起玩的時間逐漸增多，某天三個人玩在一起時，濱田和伊東發生了衝突，濱田將伊東給推倒後對松本說：「算了，松本走了啦!」，松本便隨濱田而去，從此之後松本便與伊東疏遠，松本也說如果沒有那件事發生的話，就不會有DOWN TOWN的誕生[3]。
- 濱田高中時進入了必須強制住宿的三重縣的學校，雖然不能跟以前一樣跟松本常玩在一起，但因為高中嚴酷的環境，濱田曾數次從山上的學校宿舍逃走，而沒帶錢便搭火車逃走的濱田，總是打電話要松本帶錢來付火車票錢。
- 兩個人小時候曾經比賽誰能穿同一條內褲最久，穿著同一條內褲兩個星期後，最後兩人都受不了而一起在澡堂把內褲丟到窗外；兩個人初次的約會是互相帶女朋友一起約會[4]。

### DOWN TOWN成立之時
- 當時已在電視圈一線活躍的吉本興業的前輩在NSC擔任講師，如島田紳助、明石家秋刀鱼、オール巨人，三人某天湊巧一起聊天的時候，說到將來誰能從NSC脫穎而出的，不約而同都認為是DOWN TOWN。
- 兩人在餐飲店打工的時候，某天沒錢能從餐飲店搭車回尼崎，兩個人便共飲一瓶咖啡牛奶，一路從大阪的鬧區走回尼崎。

### 尚未成名前
- 現在吉本興業的社長大崎洋當時還是東京總公司的普通社員，隨著NSC的成立，大崎洋因此回到大阪擔任主管的社員，雖然當時DOWN TOWN出道不久就受到注目，但好景不常，同期的NSC學員畢業後都有了固定的電視節目演出機會，但DOWN TOWN卻沒有，只能與大崎一起在各個劇場表演。后来DOWN TOWN大紅之後進出東京的許多節目都由大崎洋擔任製作人。
- 在花月劇場表演漫才時，曾有觀眾從觀眾席大罵：「給我認真一點表演！把門票錢還來！」，濱田聽到後回罵：「好阿，就還你，又不是多少錢，白目」，說完便從口袋中掏出零錢丟向觀眾。
- 年輕時候濱田曾向松本借日幣三千元，因此松本老是說：「把三千塊還我！」在『ダウンタウンのガキの使いやあらへんで!!』節目中數次拿這段往事當話題，但每次濱田要還錢的時候，松本都不接受，然後下次又拿出來當話題用。
- 剛出道的時候，常常有機會在京都的花月劇場表演，甚至一整個星期都在京都花月表演，當時兩人在音樂劇的空檔間表演，但表演的時候，有時觀眾只有數十人，甚至不到十人，也沒有人笑，光站在舞台上都很痛苦，無法忍受的兩人也曾經在布幕未完全降下時就跑進後台。且當時劇場的薪水比兩個人搭電車的車票錢還少，表演完的兩人只能吃著各自母親做的便當果腹。
- 在漫才最盛期結束後才出道的兩人，在劇場面對的都是團體客或是上年紀的客人，雖然都取得不錯的反應，但為了試探自己的漫才是否也對年輕人的胃口，向當時朝日電視台由『紳助・竜介』主持的節目『ヤングプラザ』毛遂自薦，希望能在有許多年輕人現場觀眾的節目中擔任節目前的解說，而在此節目的確取得年輕觀眾的笑聲反應，因此確認了自己的漫才表演方式是正確的。
- 雖然兩個人剛出道時就被一部分的前輩藝人所讚賞，但到真正大紅大紫仍花了一段時間，當時吉本興業發行的雜誌『マンスリーよしもと』1985年4月號甚至以『DOWN TOWN為什麼不紅？』來專題探討，裡面有許多吉本藝人對於DOWN TOWN的評論，其中也包含即將解散團體『紳助・竜介』成員島田紳助說：「真是一言難盡，如果要說為什麼紅不起來要花兩個小時吧」，間寬平也說：「明明就應該大紅才對阿！紅不起來是公司的錯」 等等評論。
- 兩人還不紅的時候少數比較照顧DOWN TOWN的前輩是『太平サブロー・シロー』，當時即將卸下廣播節目主持的『太平サブロー・シロー』向電台推薦新節目由DOWN TOWN來主持，電台方面也冒險的啟用了當時默默無名的兩個人，這也是DOWN TOWN第一個常態性的節目。之後松本也對當時在電台磨練受用極深，並說那是『ガキの使い』free talk的原型。雖然現在並沒有一同共演的機會，但兩人對於過去提拔自己的前輩仍充滿感激。

### 二丁目劇場的時代
- 在二丁目劇場的時候，DOWN TOWN已經在大阪取得空前的人氣，甚至有人形容「DOWN TOWN走在道頓堀的時候，連自衛隊都會出來看。」
- 當時在梅田、難波、京都三個花月劇場表演時的交通手段就是濱田買的TOYOTA MARK Ⅱ車，某次快遲到的時候超速被警察照下，但好幾年濱田都沒有理會罰單，最後在現場節目『4時ですよ～だ』結束後被逮捕，而被拍下的照片清楚的照出濱田和松本的身影。

### 與小內小南的關係
- DOWN TOWN最初認識小內小南是在日本電視台節目『お笑いスター誕生!!』的徵選會上，DOWN TOWN湊巧看到小內小南的表演。幾年後在關西電視台的節目『2丁目ヒミツ倶楽部』第一次共演，之後也在節目『冗談画報』、『夢で逢えたら』節目共演，因此感情相當好，1990年代前期DOWN TOWN和小內小南常常一起工作，或互相到對方的節目當嘉賓。而雖然在『笑っていいとも!』固定出演的日期不同，但在年末的特別節目共演的時候都是共用休息室的。而南原(1993年)結婚的時候，DOWN TOWN也有出席。
- 之後當小內小南的節目『笑う犬』移到與DOWN TOWN節目『ごっつええ感じ』重複的時段對打前，內村也特地打電話取得松本的許可，但松本聽到之後則說「根本就不用特地跟我說」，因此在書中松本曾寫到內村人實在好過頭了。
- 從1998年的特別節目『いろもん・豪華特別版』兩組人馬就沒有再同台過了，但各自各自的共演仍然有許多機會，M-1大賽時松本和南原曾一同擔當評審，而南原或內村於音樂活動的時候也都會上『HEY!HEY!HEY!MUSIC CHAMP』宣傳。2009年1月3日播出的『史上空前!! 笑いの祭典 ザ・ドリームマッチ』內村與松本成為臨時搭擋，表演了一段即興短劇，最終奪得冠軍。
- 松本談到小內小南曾說：「是戰友。身為藝人一方面不希望對方太紅，但也不希望對方不紅。」在自己的著作中也提到：「如果沒有小內小南的話，DOWN TOWN要成為全國大紅的團體或許還需要更久的時間吧。」

### 兩人的關係
- 不知道是否是因為兩人認識太久的關係，且工作上常常碰面，兩個人在私底下完全不會碰面，甚至沒有對方手機號碼(直到2010年11月9日リンカーン的節目才交換了電話號碼)，松本2010年開刀住院時濱田也未曾探望[5]，工作場合之外也不會聊天，兩人也相當害怕只有兩人獨處於休息室的尷尬狀態。
- 但兩人都相當信賴、尊敬對方，松本也曾在著作『遺書』 中列舉到尊敬的藝人也包括濱田。濱田曾表示如果兩人解散後便不會再當搞笑藝人，松本也說過除了濱田之外沒有人能擔任他的搭擋，不過也表示兩人若解散後應該也不會是朋友[6]。
- 濱田在身體微恙而工作暫停時，雖然松本總是口中逞強，但其實比任何人都擔心濱田，據小內小南的南原及ココリコ的田中說法，當濱田因為病倒而沒來錄影現場時，松本一個人惴惴不安，無法冷靜下來，錄影後全部的人聚集的時候，只有松本一個人在房間的角落相當落寞的樣子。
- 松本在濱田結婚之後就沒去過濱田家，也只見過濱田的小孩一次，還是小孩嬰兒的時候；某天松本在攝影棚與濱田的老婆擦身而過時，兩人還尷尬的笑了出來[7]。

### 其他的軼事
- 在『ダウンタウンのごっつええ感じ』節目中重遊了故鄉尼崎商店街的松本說到：「如果當時沒有被濱田邀請加入吉本，今天的自己一定相當不一樣，可能只是個發福的中年歐吉桑，然後被老婆頤指氣使過完一生吧。」
- 兩個人都不喝酒，但也不是完全不能喝，在節目中也可看到兩個喝酒聊天的樣子。兩個也都有懼高症，故對雲霄飛車類的遊樂設施相當反感。

## 作品

### 單曲
- 夕陽家族（1989年10月8日）
- 生きろ・ベンジャミン/いとしのゴルゴ（松本版本）（1991年2月21日）
- 生きろ・ベンジャミン/えっ!さよなら（濱田版本）（1991年2月21日）
- Grandma Is Still Alive（1994年7月21日）　※GEISHA GIRLS名義
- 少年（1995年5月19日）　※GEISHA GIRLS名義
- 「エキセントリック少年ボウイ」のテーマ（1997年9月25日）　※エキセントリック少年ボウイオールスターズ名義
- 影の忍者勝彦（1998年5月25日）　※日影の忍者勝彦オールスターズ名義
- 明日があるさ（2001年3月28日）　※Re:Japan名義  並於當年度紅白出場
- 明日があるさ UnderGround 2step Remix（2001年7月4日）　※Re:Japan名義
- btersweet samba ～ニッポンの夜明け前（2002年3月13日）　※Re:Japan名義
- 2004年濱田雅功與槙原敬之組成的音樂團體『「浜田雅功と槇原敬之』的聖誕節單曲『チキンライス』松本也參與了作詞的部分。

### 專輯
- GOBU-GOBU（1988年10月21日）
- 万力の国（1991年3月21日）
- 夢で逢えたら メモリアルアルバム（1992年9月18日）
- GEISHA "Remix" GIRLS（1994年8月19日）
- THE GEISHA GIRLS SHOW - 炎の おっさんアワー（1995年5月19日）
- THE GEISHA GIRLS "Remix" SHOW 続・炎のおっさんアワー（1995年6月21日）
- ダウンタウンのごっつえぇ感じ 音楽全集（1997年12月15日）
- look up to the sky ～明日があるさ～（2002年3月27日）　※Re:Japan名義

### 錄影帶
- ダウンタウン物語（1988年）
- OH! MY ハレルヤ（1988年）
- ダウンタウンホラー・大魔神怒る（1989年）
- ダウンタウンの流（1991年） 收錄漫才和短劇
- ダウンタウンのごっつええ感じ Vol.1-10（1995年 - 1998年）
- ダウンタウンのガキの使いやあらへんで!! Vol.1～7（1995年 - 1998年）
- ダウンタウンのガキの使いやあらへんで!! 10周年記念傑作トークベストセレクションVol.1～4（1999年）
- 明日があるさ（2001年）

### DVD
- The Very Best Of ダウンタウンのごっつええ感じ Vol.1～5（2003年）
- Vol.1「ダウンタウンのガキの使いやあらへんで!!　罰　浜田チーム体育館で24時間鬼ごっこ! ＋名作＆傑作トーク集」（2004年8月25日、よしもとR and C）
- Vol.2「ダウンタウンのガキの使いやあらへんで!!　罰　松本一人ぼっちの廃旅館1泊2日の旅! ＋名作＆傑作トーク集」（2004年9月29日）
- Vol.3「ダウンタウンのガキの使いやあらへんで!!　罰　松本チーム絶対に笑ってはいけない温泉旅館の旅!＋名作＆傑作トーク集」（2004年10月27日）
- Vol.4「ダウンタウンのガキの使いやあらへんで!!　話　抱腹絶倒列伝! 新作トーク集　+15年間の罰ゲームの系譜他」（2004年11月25日）
- Vol.5「ダウンタウンのガキの使いやあらへんで!!　罰　絶対笑ってはいけない温泉宿1泊2日の旅 in 湯河原+名作 & 傑作トーク集」（2005年6月29日）
- Vol.6「ダウンタウンのガキの使いやあらへんで!!　負　山崎vsモリマン 男と女の真剣勝負! 笑の神が降りた奇跡の名場面集」（2005年7月27日）
- VOl.7「ダウンタウンのガキの使いやあらへんで!!　話　笑魂投入伝! 傑作トーク集!!」（2005年9月21日）
- Vol.8「ダウンタウンのガキの使いやあらへんで!!　罰　放送800回突破記念永久保存版 松本・山崎・ココリコ絶対に笑ってはいけない高校」（2006年11月29日）
- Vol.9「ダウンタウンのガキの使いやあらへんで!!　話　放送800回突破記念永久保存版　笑神降臨伝!傑作トーク集!!」（2007年1月31日）
- Vol.10「ダウンタウンのガキの使いやあらへんで!!　罰　ダウンタウン結成25年記念永久保存版　浜田・山崎・遠藤絶対に笑ってはいけない警察24時」（2007年12月19日）
- Vol.11「ダウンタウンのガキの使いやあらへんで!!　話　ダウンタウン結成25年記念永久保存版　唯我独笑伝!傑作トーク集!!」（2008年1月30日）
- Vol.12「ダウンタウンのガキの使いやあらへんで!!　罰　絶対笑ってはいけない病院24時」（2008年12月26日）
- Vol.13「ダウンタウンのガキの使いやあらへんで!!　罰　絶対笑ってはいけない新聞社24時」

## 出演節目

### 常態節目
- DOWN TOWN之不能給小孩的工作！（日语：ダウンタウンのガキの使いやあらへんで!）（星期日23:25 - 23:55，日本電視台）
- 水曜日Downtown（星期三22:00 - 23:07，TBS電視台）
- DOWN TOWN DX（日语：ダウンタウンDX）（星期四 22:00 - 23:00，日本電視台）
- DOWN TOWN Now（日语：ダウンタウンなう）（星期五 21:55 - 22:52，富士電視台）

### 特別節目
- 『ダウンタウンのガキの使いやあらへんで!!大晦日年越しスペシャル』（日本電視台）跨年特別節目
- 『オロナミンC キングオブコント』（TBS電視台）
- 『史上空前!! 笑いの祭典 ザ・ドリームマッチ』（TBS電視台）

## 得獎履歷
- 1982年 毎日放送 素人名人会 名人賞
- 1982年 第3回今宮こどもえびす新人漫才コンクール 福笑い大賞
- 1982年 笑ってる場合ですよ! お笑い君こそスターだ! グランドチャンピオン
- 1984年 第5回ABC漫才・落語新人コンクール 漫才の部 最優秀新人賞
- 1984年 昭和58年度 第14回NHK上方漫才コンテスト 優秀賞
- 1985年 第2回花月大賞 花月新人賞
- 1986年 第21回上方漫才大賞 新人奨励賞
- 1987年 第15回日本放送演芸大賞 ホープ賞
- 1987年 第15回日本放送演芸大賞 最優秀ホープ賞
- 1987年 第22回上方漫才大賞 奨励賞
- 1987年 第7回花王名人大賞 最優秀新人賞
- 1988年 第23回上方漫才大賞 奨励賞
- 1989年 第24回上方漫才大賞 大賞

## 書籍

### 關連書籍
- タモリの、ダウンタウンも世紀末クイズ それ絶対やってみよう2（1991年、扶桑社）ISBN 4594008542
- モリ・ウッチャンナンチャンのダウンタウンもみんないっしょに世紀末クイズ それ絶対やってみよう3（1992年、扶桑社）ISBN 4594009255
- ダウンタウンのガキの使いやあらへんで!! 1～6（1995年 - 2003年、ワニブックス）
- 発明将軍ダウンタウン（1996年、日本テレビ放送網）ISBN 4820396064
- ダウンタウンの理由（1997年、集英社）ISBN 4087802388
- ダウンタウンのごっつええ感じ完全大図鑑（1998年、扶桑社）ISBN 4594024688
- ダウンタウンDXのお願い! 名前を呼んで!（1998年、ワニブックス）ISBN 4847012992
- ダウンタウンDXのスーパー国民投票結果発表（1999年、ワニブックス）ISBN 4847013085

### 寫真集
- ハレルヤ　DOWN TOWN COMPOSITION 1988（1988年、ワニブックス）ISBN 4847020715
- 2丁目BOOK（1988年、データハウス）ISBN 4924442623